# 美国隼

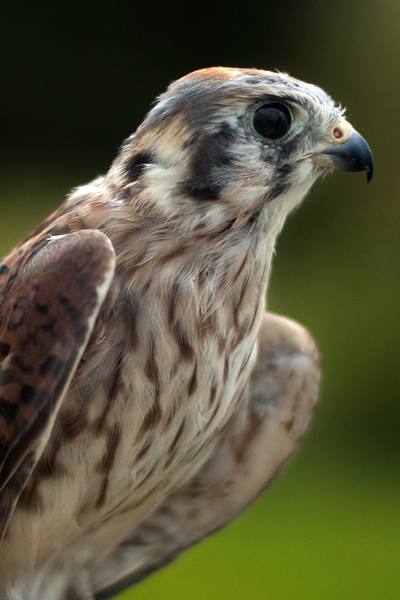
成年雌性于加拿大曼尼托巴省温尼伯

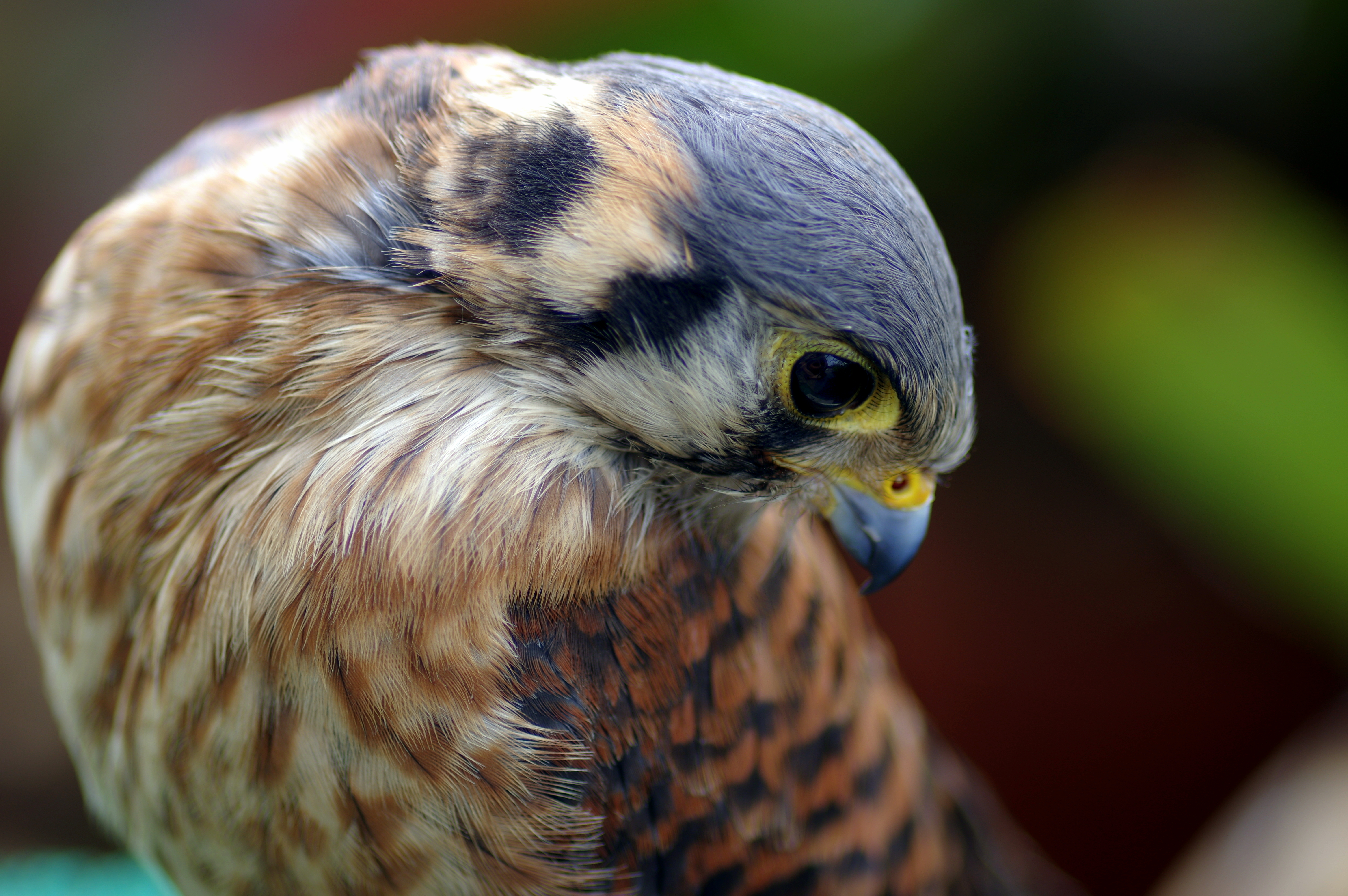
雌性

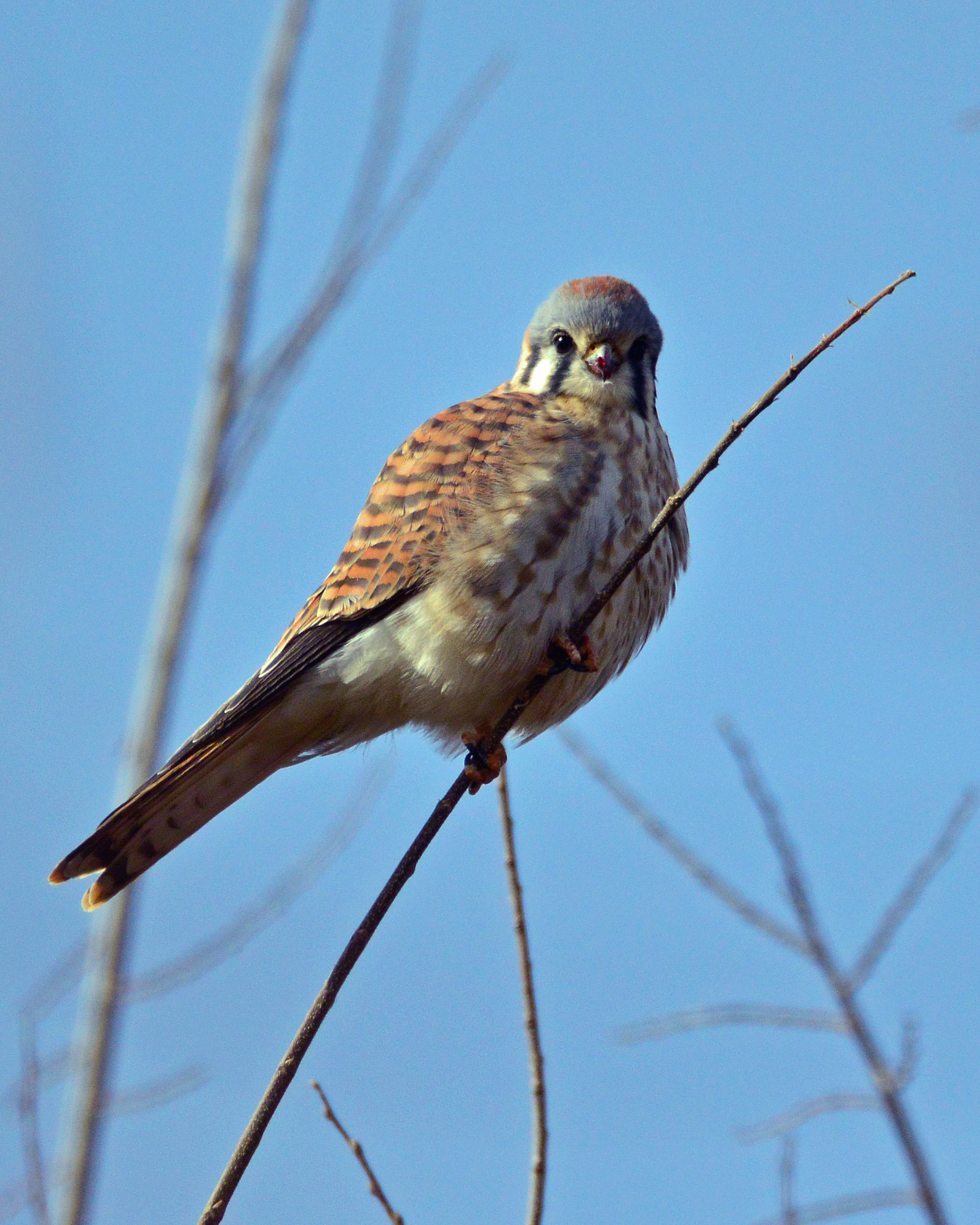
在苹果树上休息的美国隼。

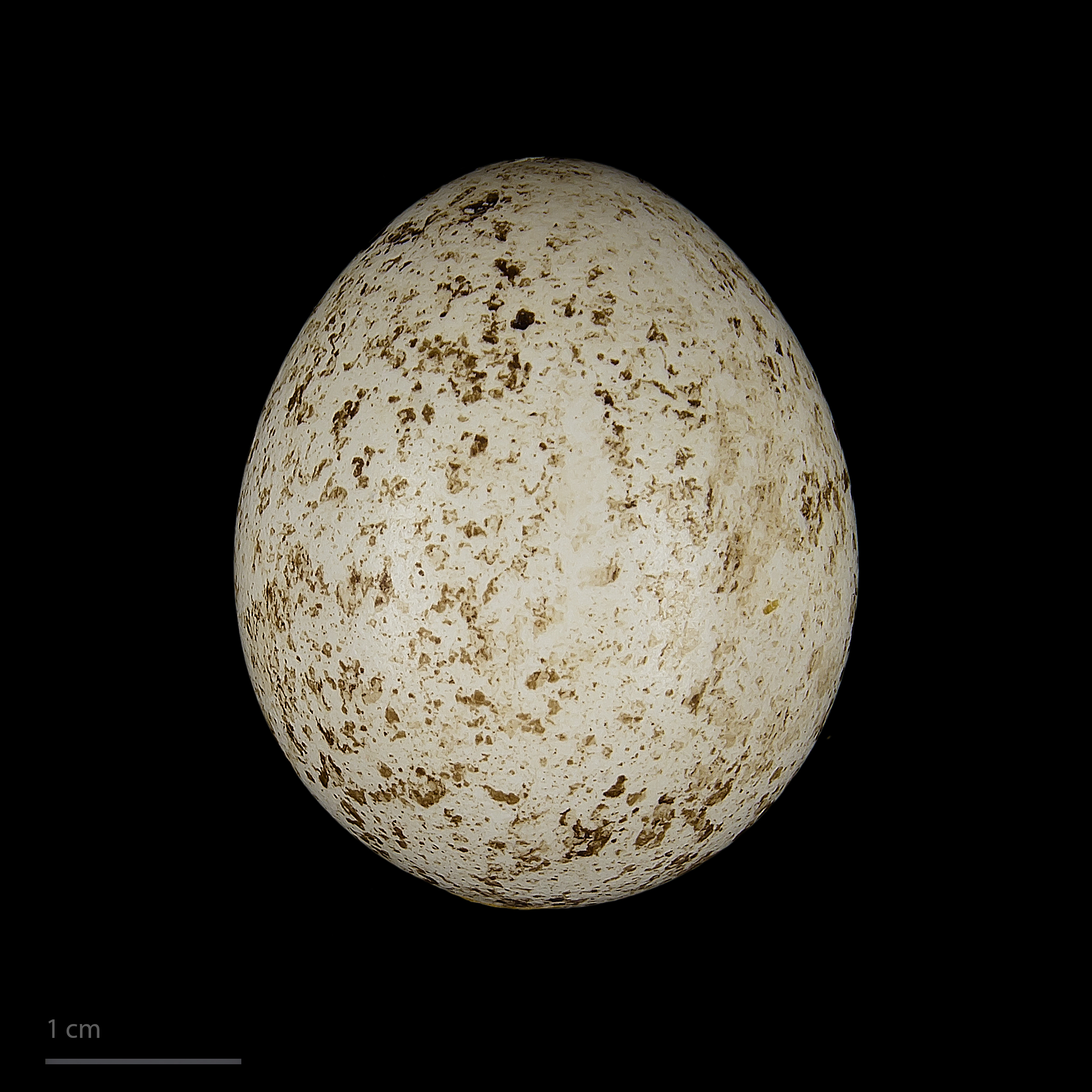
卵 Falco sparverius

美洲隼（Falco sparverius），北美洲体型最小、最常见的隼属猛禽。于南美洲亦有分布。背部呈赤褐色及条纹。体型和羽毛两性异形，雌性体型大于同龄雄性，幼鸟毛色与成鸟相近。
繁殖范围西起阿拉斯加西侧至加拿大北部和新斯科舍省，南跨北美洲，延伸至中墨西哥和加勒比海域。可定居于中美洲，经常于南美洲出没。大多数在加拿大和美国北部繁殖并于冬天向南迁移。偶尔出现于西欧地区。